# Freddissimo
Freddissimo è un album del cantante italiano Fred Bongusto, pubblicato dall'etichetta discografica Ricordi nel 1982.
Fu sostanzialmente una specie di raccolta di brani di Bongusto già usciti in precedenza (Come aggi 'a fa, Montagna di bignè, Ragazzina), qualcuno anche creato con nuovo arrangiamento (Una striscia di mare), che includeva cinque brani inediti usciti tutti o quasi agli inizi degli anni ottanta, fino al 1982 (il brano Stretti fu molto popolare in quell'anno riscuotendo un buon successo), con in più alla fine del disco un medley in nuova versione di brani stranieri che Bongusto amava spesso cantare. Questo disco, uno dei pochi di Bongusto pubblicato dalla Dischi Ricordi era anche disponibile su musicassette.

## Tracce
1. Come aggi 'a fa
2. Montagna di bignè
3. Ragazzina
4. Il posto e la musica
5. Garota de Ipanema
6. La festa
7. Stretti
8. Cani e gatti
9. Una striscia di mare
10. September Morn
11. Night and Day
12. Woman in Love
13. Just the Way You Are
14. Something
15. Obladi Oblada
16. Yellow Submarine
17. She Loves You